# Formula SAE
La Formula SAE è una competizione universitaria internazionale di design ingegneristico proposta inizialmente dalla Society of Automotive Engineers (SAE) che prevede la progettazione e la produzione di un'auto da corsa, valutata durante una serie di prove in base alle sue qualità di progettazione e di efficienza ingegneristica.
Istituita nel 1981, con lo scopo di dare agli studenti universitari la possibilità di confrontarsi in una competizione che gli dia l'opportunità di mettere in pratica quanto appreso durante il proprio percorso di studi e che risulti quanto più appetibile e interessante, la competizione è diffusa in tutto il mondo, con svariati eventi annuali, organizzati direttamente dalla SAE o dalle varie associazioni nazionali di ingegneri e tecnici dell'automobile.
Attualmente le categorie di ogni competizione sono 3: Classe 1C (per i veicoli a benzina), Classe 1E (per i veicoli elettrici) e classe 1D(per i veicoli Driverless). Ad esse se ne aggiunge una quarta, denominata Classe 3, a cui partecipano i team che presentano solo il progetto della vettura, non partecipando quindi agli eventi statici e dinamici.
A partire dal 2017 la Formula Student Germany, attiva come evento ufficiale di formula SAE tedesco dal 2005, ha proposto la propria versione della competizione, rinominandola "Formula Student", sulla base dello stesso concept pensato dalla SAE, ma con qualche piccola variazione nel regolamento.

## Concept
L'idea posta alla base della Formula SAE è che un'azienda fittizia ingaggi il team affinché realizzi un prototipo di auto da corsa con determinate caratteristiche, che occupi il segmento di mercato dedicato a piloti non professionisti, definiti come weekend autocross racers. Ogni team di studenti deve progettare, costruire, testare e promuovere il prototipo, il quale viene valutato in otto tipologie di prove, che spaziano dalle performance pure, al design, alla pubblicizzazione e alla presentazione del veicolo stesso. Ad ogni evento è possibile totalizzare un massimo di 1000 punti distribuiti tra varie prove.

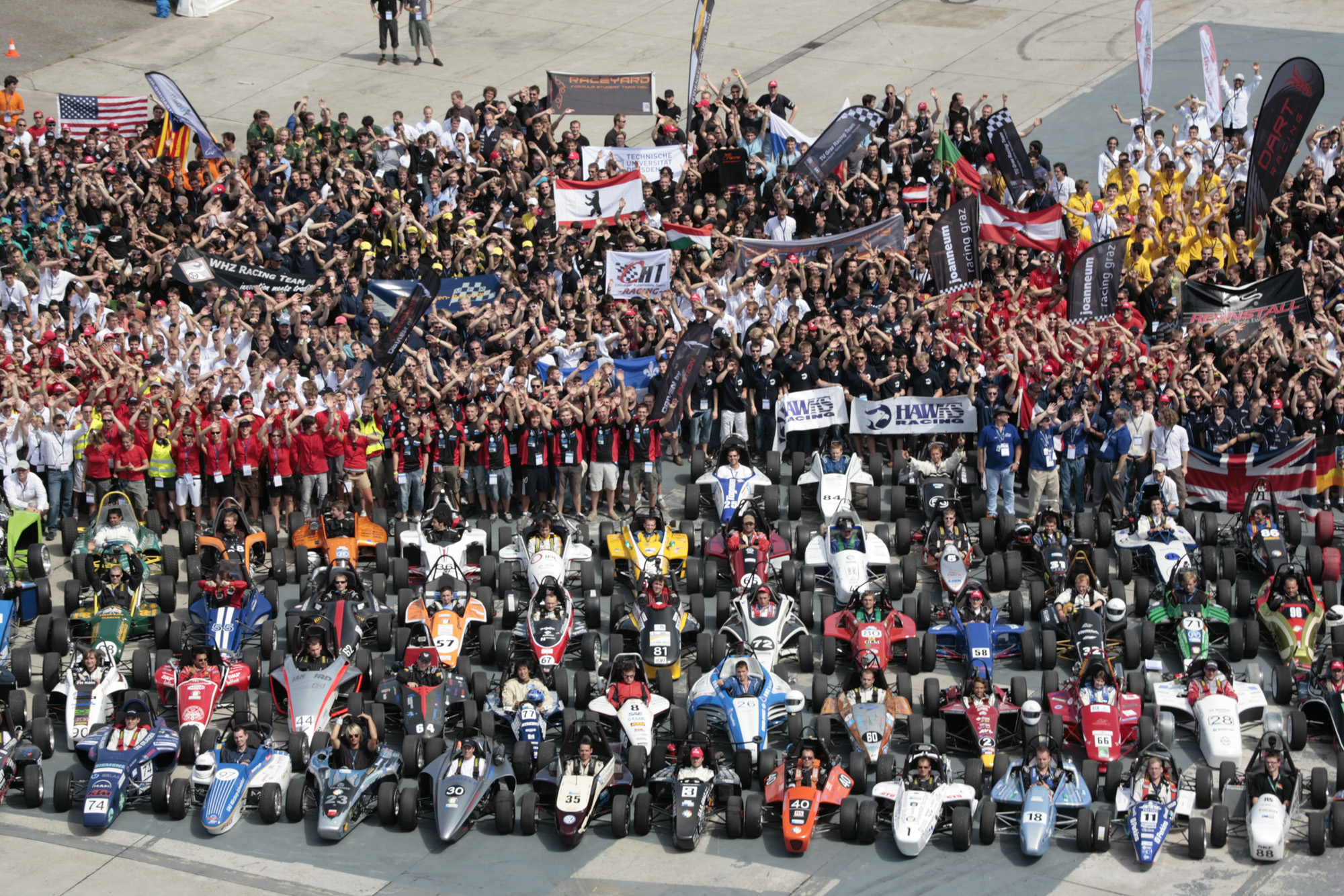
Foto panoramica di tutti i team partecipanti alla Formula Student Germany 2009

Per il regolamento Formula SAE i punti sono distribuiti secondo il seguente schema:
| Presentazione Piano Aziendale | 75  |
| Presentazione Design Vettura  | 150 |
| Analisi dei Costi             | 100 |
| Prova di accelerazione        | 100 |
| Prova Skid-Pad                | 75  |
| Prova Autocross               | 125 |
| Consumo carburante            | 100 |
| Endurance                     | 275 |

Mentre il regolamento Formula Student prevede i seguenti punteggi:
| Presentazione Piano Aziendale | 75  |
| Presentazione Design Vettura  | 150 |
| Analisi dei Costi             | 100 |
| Prova di accelerazione        | 75  |
| Prova Skid-Pad                | 75  |
| Prova Autocross               | 100 |
| Consumo carburante            | 100 |
| Endurance                     | 325 |

### L'idea
La vision della SAE era ed è quindi quella di creare un evento universitario, regolamentato che portasse i seguenti benefici per gli studenti e le aziende:
- aumentare le possibilità di lavoro
- preparare gli studenti alla reale vita lavorativa
- contribuire allo sviluppo di ingegneri
- incoraggiare la ricerca e l'innovazione guardando anche ai costi
- sviluppo professionale degli studenti in:
  - formazione di un team
  - programmazione di progetto/prodotto
  - project management
  - lavoro di gruppo
  - gestione (generale, finanziaria, tempo)

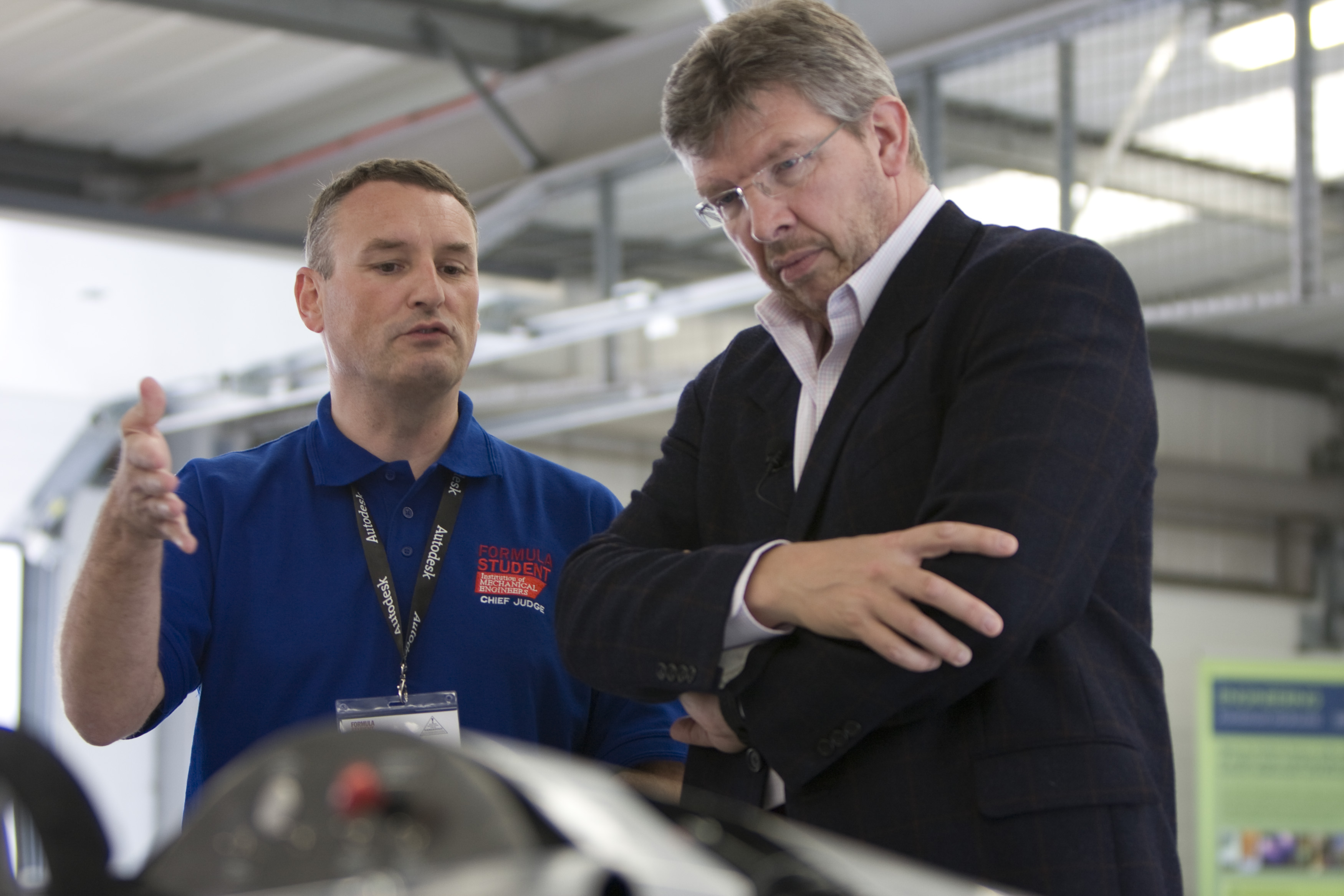
Ross Brawn, presidente onorario della Formula Student, durante una visita ai paddock

  - comunicazione

### La realtà
Ogni gruppo di studenti deve progettare, costruire e testare, ogni anno, una nuova vettura che deve:
- avere elevate prestazioni in termini di maneggevolezza, frenata e accelerazione
- essere economica
- essere facile da mantenere
- essere affidabile
- essere confortevole
- essere attraente e ben rifinita
- essere producibile in numero limitato di quattro esemplari al giorno (mille in un anno)

## Regolamento

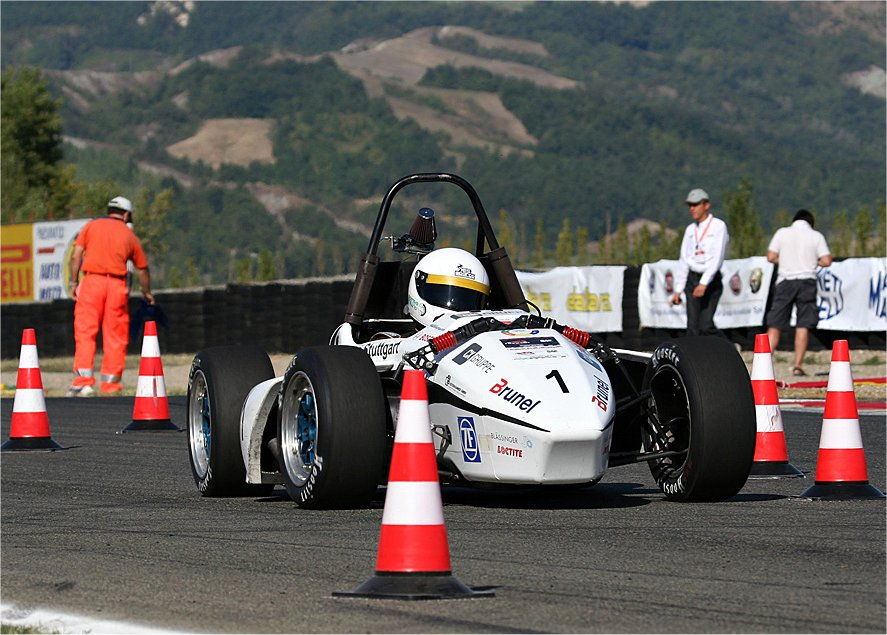
Rennteam Uni Stuttgart

La Formula SAE impone poche restrizioni ai partecipanti, atte soprattutto a garantire la sicurezza dei prototipi ed a limitarne le prestazioni. 
Inoltre, per come è organizzato lo schema dei punteggi, è possibile raggiungere il successo tramite svariate combinazioni dei parametri caratteristici delle vetture, perciò è possibile ammirare una grande varietà tra i vari prototipi, cosa più unica che rara nel mondo del motorsport.

### Competizione studentesca
Tutto il team, piloti inclusi, deve essere composto unicamente da studenti universitari. Il team può ricevere giudizi e consigli da professionisti e professori, ma tutto il design ed il lavoro deve essere svolto unicamente dagli studenti.

### Motore
Il motore deve essere a pistoni, quattro tempi funzionante secondo Ciclo Otto con una cilindrata massima di 710cc. Una restrizione circolare, dal diametro massimo di 20 mm per motori alimentati a benzina o 19 mm per motori alimentati ad E85, deve essere inserita a valle del corpo farfallato e a monte di qualunque sistema di sovralimentazione.
Inoltre il motore non può essere sovralimentato originariamente, l'eventuale sovralimentazione deve essere progettata e aggiunta durante la fase di realizzazione della macchina.
Nel caso di un motore elettrico non si hanno limitazioni sulla sua progettazione, ma il pacco batterie non può erogare più di 80 kW di potenza.

### Sospensioni
Non ci sono limitazioni sulle sospensioni, se non per quanto riguarda la sicurezza; l'unica prescrizione regolamentare è che ci siano delle sospensioni (una soluzione tipo kart non sarebbe ammessa) e che abbiano un'escursione minima.
Sono permesse le sospensioni attive e la sterzatura al posteriore (purché l'angolo massimo di sterzatura delle ruote posteriori non superi i 6°).

### Aerodinamica
Ci sono poche regole sull'aerodinamica, e principalmente delineano zone di estensione massima per qualunque dispositivo aerodinamico. Sono permessi dispositivi mobili. 

### Peso
Non c'è un minimo regolamentare del peso. 

### Sicurezza
La maggior parte delle prescrizioni regolamentari riguardano la sicurezza del pilota. Le vetture, indipendentemente dal design del resto del telaio, devono avere almeno due Roll-bar, uno all'altezza della testa del pilota, uno all'altezza del volante. La vettura deve essere dotata di un attuenuatore d'impatto nella zona frontale, due circuiti frenanti idraulici indipendenti, cinture di sicurezza almeno a 5 punti, e deve garantire il rispetto di alcune prescrizioni geometriche sull'abitacolo e sul telaio. Deve esserci un muro tagliafiamma tra il compartimento del motore e il pilota. Bisogna inoltre garantire che non ci siano perdite di fluidi e che il limite di ribaltamento del prototipo sopraggiunga almeno ad 1,7 G di accelerazione laterale.

## Formato di gara

### Verifiche tecniche

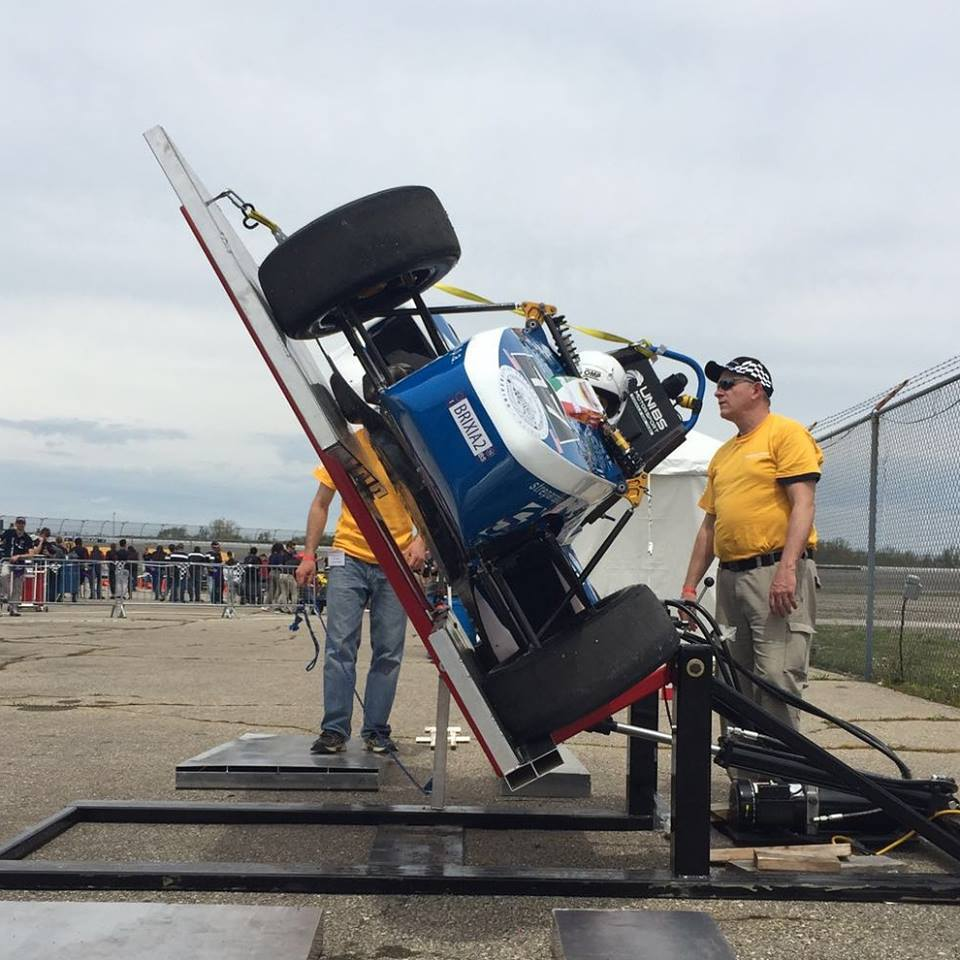
La vettura dell'Università di Brescia (UniBS Motorsport) durante la prova sulla Tilt Table in Michigan, USA (2016)

Prima di poter partecipare alle prove guidate le vetture vengono sottoposte ad una serie di verifiche ed ispezioni, note comunemente come "techs", da parte dei giudici, che ne verificano la conformità al regolamento, soprattutto per quanto concerne le norme preposte a garantire l'incolumità del pilota.
A seguito del superamento dell'ispezione avviene il rifornimento della vettura, che viene successivamente posizionata sulla tilt table, una piattaforma in grado di inclinare il prototipo su entrambi i lati fino ad un angolo di 60 gradi, al fine di certificare che non vi sia perdita di liquidi.

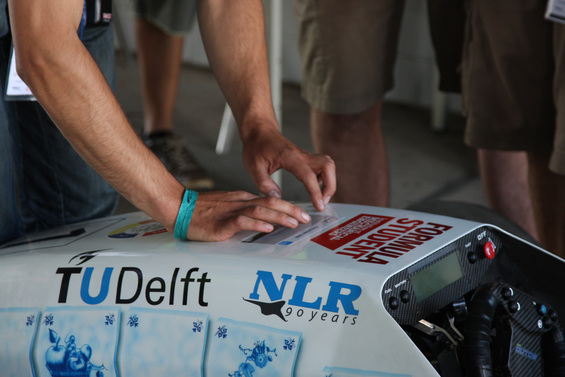
Uno degli adesivi mentre viene applicato sulla vettura del TU Delft

Superata la prova di tilt, la vettura (a seconda del tipo di motore) viene sottoposta al noise test o al rain test. La prima è una prova nella quale i giudici accertano che il motore, girando a diversi regimi, non superi i 110 dB di rumore; la seconda invece consiste nel bagnare interamente l'auto da qualunque direzione possibile per 120 secondi, e viene passata se la centralina non subisce danni o malfunzionamenti.
L'ultima delle prove pre-gara è il test di frenata, in cui la macchina deve essere in grado, dopo una lunga accelerazione, di bloccare contemporaneamente tutte e quattro le ruote senza arrivare allo spegnimento del motore.
Per ognuna di queste quattro prove di verifica viene rilasciato un adesivo, che i giudici applicano sul musetto anteriore della vettura; solo dopo aver collezionato tutti e quattro gli stickers il prototipo potrà scendere in pista e iniziare la competizione.

### Prove statiche

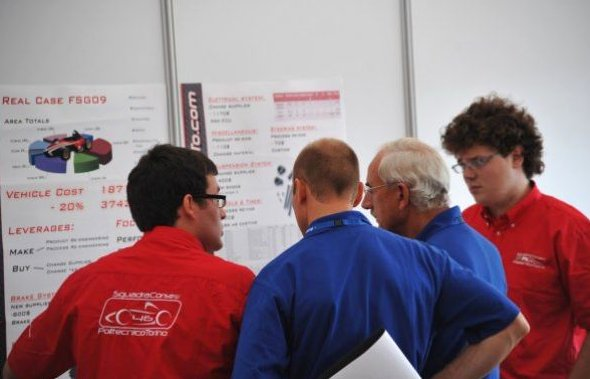
La SquadraCorse del Politecnico di Torino impegnata nella prova di Cost Analysis

Cost Analysis: L'obiettivo dell'analisi dei costi è quello di insegnare ai partecipanti quanto il costo in relazione al budget disponibile sia fattore imprescindibile, cui è fondamentale tenere conto in una progettazione ingegneristica. È così possibile imparare e capire quali siano le tecniche e i processi da attuare durante la produzione dei componenti scelti in fase progettuale. La prova è suddivisa in due parti: la compilazione di un report scritto (che deve essere inviato ai giudici prima della competizione) e una discussione durante l'evento stesso. Questo consente di valutare non soltanto il costo del prototipo, ma anche l'abilità del team di produrre una stima accurata dei costi di produzione e progettazione. È pertanto chiaro che il cost report debba corrispondere alla vettura scelta per la competizione. La vettura con il minor costo di acquisto e la miglior presentazione ricevono ciascuna 30 punti. Durante l'evento altri 20 punti sono assegnati per premiare la reale possibilità di produrre il veicolo, mentre gli ultimi venti punti a come il team espone i processi di produzione su due argomenti scelti a caso dai giudici.

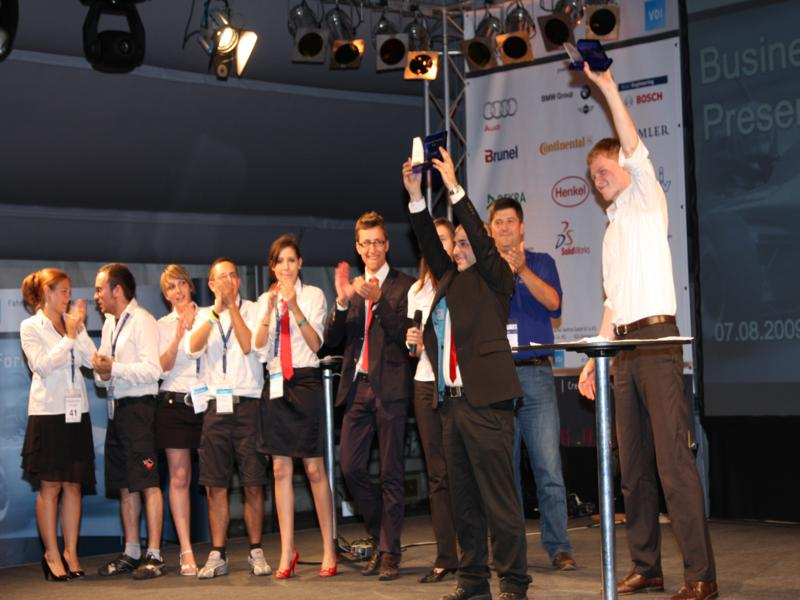
Vittoria del Race UP Team alla finale del Business Plan nel 2009

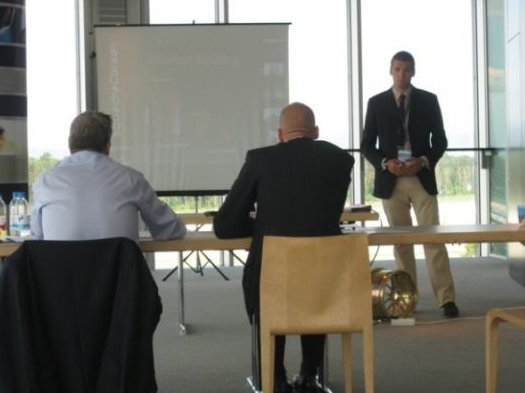
Prova di Business Plan Presentation

Business Plan Presentation: Questa presentazione è finalizzata a valutare l'abilità del team nello sviluppare e consegnare un ampio ed esaustivo business case. L'evento è giudicato da persone provenienti dal mondo dell'automobile, pertanto il team deve ipotizzare di confrontarsi non soltanto con ingegneri, ma con un esecutivo rappresentate le varie aree di una società, inclusi manager di produzione, marketing e finanza. La valutazione è focalizzata al contenuto, all'organizzazione e all'illustrazione del progetto, nonché all'abilità nel rispondere alle domande dei giudici, pertanto il team che produrrà la miglior presentazione, associata alla qualità del veicolo, vincerà la prova.
Engineering Design: Il concetto alla base dell'evento è quello di valutare le scelte e gli sforzi progettuali e come essi incontrino le esigenze di mercato. Questi aspetti vengono valutati dai giudici in unione alla capacità del team di rispondere ai quesiti posti e all'ispezione della macchina, la quale deve essere presentata totalmente assemblata e pronta a gareggiare.

### Prove dinamiche

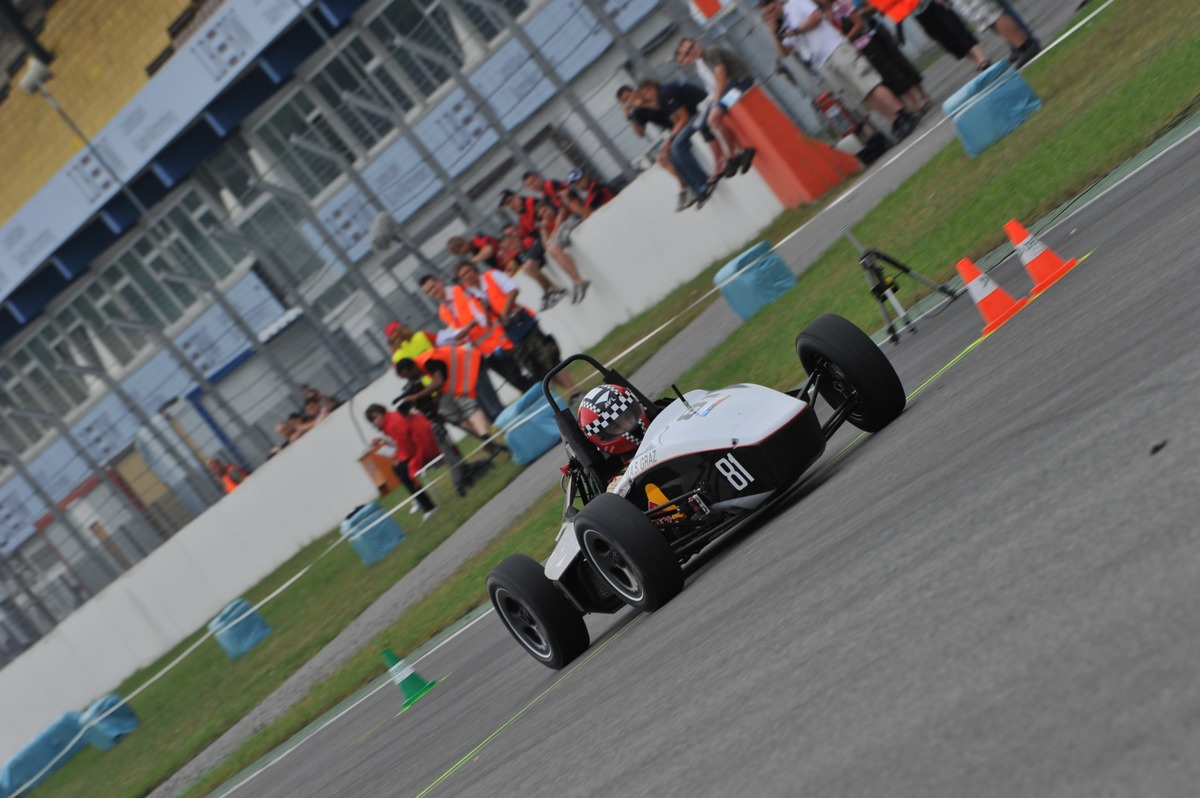
Joanneum Racing di UAS Graz durante la prova di acceleration

Acceleration: Durante il test di accelerazione la vettura deve accelerare per 75 metri lungo un percorso rettilineo su superficie piana. La prova è divisa in due batterie, che devono essere corse da due differenti piloti, ognuno dei quali ha a disposizione due tentativi. Il punteggio è determinato dalla differenza tra il peggiore e il migliore tempo assoluti fatti registrare, tenendo presente che il tempo più alto preso in considerazione dai giudici non deve superare i 5.8 secondi, pari ad una velocità media di 46.55 km/h.

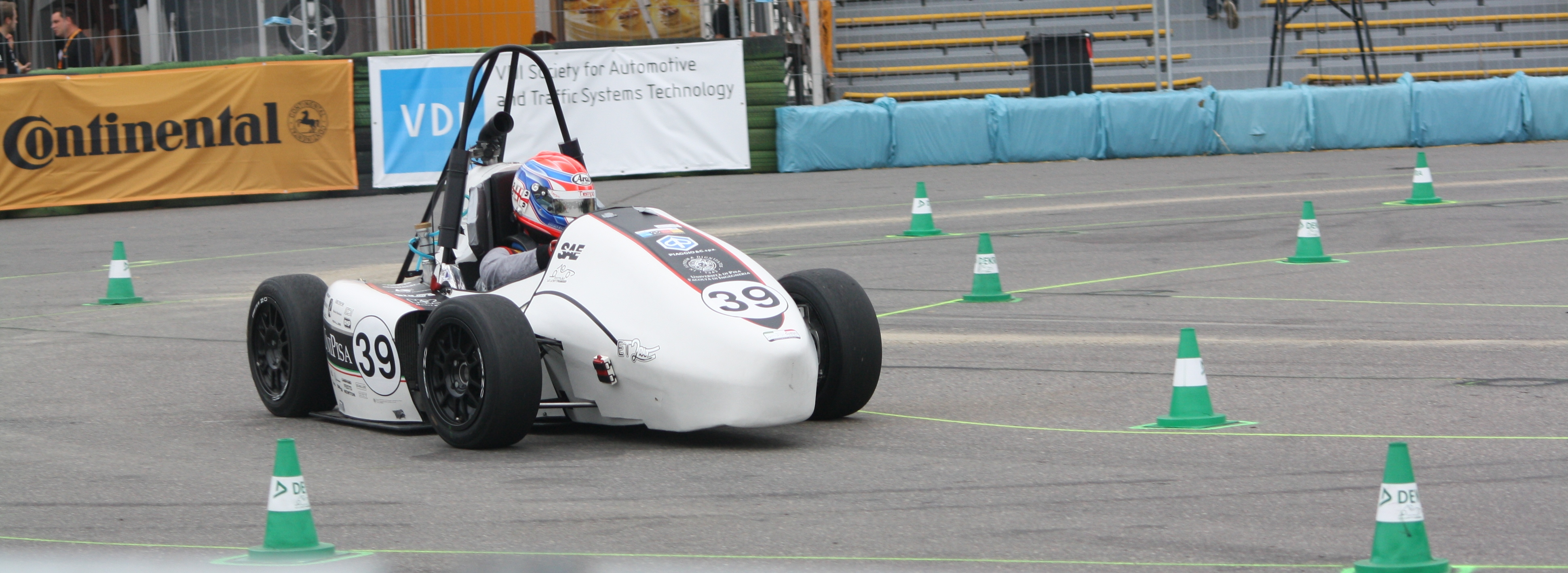
L'E-Team Squadra Corse durante l'autocross a FSG 2009

Skid-Pad: La prova valuta la capacità in curva della vettura. Il tracciato richiama la figura di un 8 con due cerchi di 15.25 metri, al cui centro è posta la linea di partenza/arrivo e delimitati da sedici piloti nel lato esterno e sedici lungo il lato interno di ciascun cerchio. La vettura, una volta entrata nel percorso, deve compiere un giro del cerchio destro, per stabilire il senso di marcia, al termine del quale deve compierne un secondo, il quale viene cronometrato dai giudici. Terminato il secondo giro, la vettura deve spostarsi nel cerchio sinistro per effettuare due ulteriori giri, il secondo dei quali viene cronometrato. Ultimato il quarto giro, la macchina lascia il tracciato, nella stessa direzione da cui è entrata. La prova è divisa in due batterie, che devono essere corse da due differenti piloti, ognuno dei quali ha a disposizione due tentativi. Il punteggio è determinato sulla capacità di accelerazione laterale.

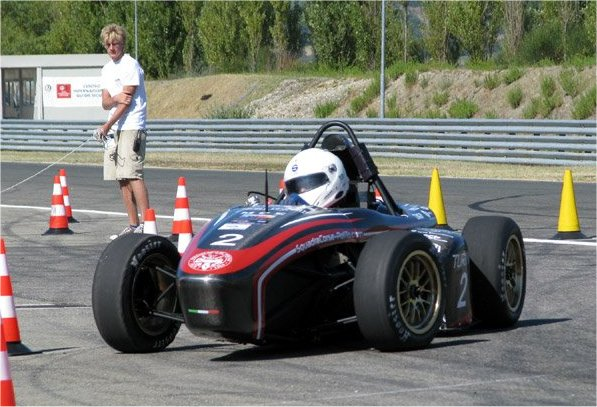
La SquadraCorse durante la prova di skid-pad

Autocross: è una prova di sprint da eseguire su due giri di circuito per valutare la maneggevolezza della vettura Il circuito è disegnato in modo da ottenere velocità medie comprese tra i 30 ed i 40 km/h e comprende brevi rettilinei(non più di 60m),curve a raggio costante(da 23 a 45 m di diametro), tornanti (9 m di diametro esterno minimo), slaloms (coni a distanza compresa tra 25 e 40 m), chicanes e curve a raggio variabile. Per il punteggio vale il miglior tempo su due prove effettuate da piloti diversi

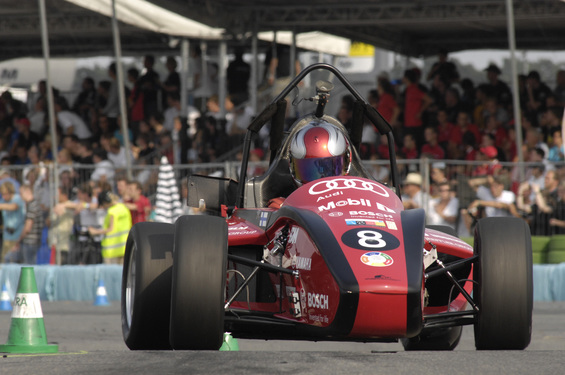
La vettura del Metropolia Racing Team di Helsinki

Endurance and fuel economy (non per Driverless): La prova di endurance è l'evento che chiude il week end di gare, e mira a valutare le performance complessive del prototipo. Per questo motivo rappresenta, senza dubbio, l'evento principale di una competizione Formula SAE. Si svolge lungo un tracciato molto simili a quello in cui si corre la prova di autocross, per un totale di 22 km. Ai componenti del team non è permesso di intervenire sul veicolo durante lo svolgimento della prova, mentre è previsto un cambio di pilota a metà prova, durante un periodo di sosta di tre minuti. L'ordine di partenza viene stilato in base ai risultati dell'autocross, con il team più veloce primo a scendere in pista, seguito dal secondo e così via, scorrendo la classifica. Il tempo complessivo dell'endurance è dato dalla somma dei tempi di ciascun pilota, cui vanno a sommarsi le eventuali penalità, comparato con quello del team più rapido in pista.
Un massimo di 300 punti è disponibile per questo evento.
Nello stesso contesto dell'endurance viene stilata una classifica, e conseguentemente assegnati dei punti, per la fuel economy. Il risparmio di carburante rappresenta un aspetto fondamentale in molte forme di competizione motosportiva, oltre a mostrare quanto efficacemente sia stata preparata la vettura. Durante l'endurance non è consentito per questo alcun rifornimento di carburante. Il punteggio è basato sul conteggio della media di litri di carburante per chilometro durante la prova di endurance.

## Competizioni

### Organizzazione dell'evento

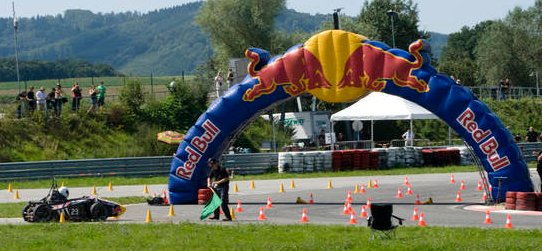
TU Graz impegnata nella prova di autocross durante la prima edizione della Formula Student Austria

In genere ogni evento FSAE/F. Student si svolge in quattro giorni di gare (la distribuzione temporale delle prove è a discrezione dell'organizzazione dell'evento particolare), dal Giovedì alla Domenica, in alcuni dei più famosi e importanti circuiti mondiali, come il Michigan International Speedway negli Stati Uniti, l'autodromo di Silverstone in Inghilterra o l'Hockenheimring in Germania. In Italia, fin dalla sua fondazione, l'evento viene fatto all'Autodromo Riccardo Paletti di Varano de' Melegari, in provincia di Parma.
Gli eventi, che hanno luogo in diverse parti del globo, e costituiscono ognuno una competizione indipendente, senza cioè contribuire ad assegnare punti per un campionato (come invece avviene in Formula 1 o nel motomondiale). Viene comunque stilata una classifica mondiale annuale di ranking, ma questa non comporta l'assegnazione di alcun riconoscimento.

### Eventi
Gli eventi che adottano il regolamento FSAE sono:
- Formula SAE Michigan - Michigan International Speedway
- Formula SAE Electric - Lincoln Airpark
- Formula SAE Lincoln - Lincoln Airpark
- Formula SAE North (Ontario) - Barrie Molson Centre
- Formula SAE Japan - Ogasayama Sports Park
- Formula SAE Brasil - Campo de Provas da Goodyear
- Formula SAE Australasia - Victoria University Driver Training Center

Mentre quelli che adottano il regolamento Formula Student sono:
- Formula Student - Circuito di Silverstone
- Formula Student Germany - Hockenheimring
- Formula Student Austria - Red Bull Ring
- Formula ATA - Autodromo Riccardo Paletti
- Formula Student Czeck Republic - Autodromo di Most
- Formula Student East (Ungheria) - Hungaroring
- Formula Student Netherlands - TT Circuit Assen
- Formula Student Spain - Circuito di Catalogna

La FISITA (Fédération Internationale des Sociétés d'Ingénieurs des Techniques de l'Automobile) dal 2006 al 2008 ha messo in palio la FISITA World Cup, in cui i quattro team vincitori della Formula SAE, della Formula Student, della Formula SAE Australasia e della Formula SAE Japan si sfidavano in un evento unico, ospitato, a rotazione annuale, in occasione della successiva edizione di una delle quattro competizioni citate.

### Eventi non ufficiali
Fino al 2018 alcuni eventi erano ufficialmente riconosciuti dalla SAE, e parallelamente a questi c'erano diverse competizioni ufficialmente non riconosciute dall'associazione statunitense. Alcune di esse mantenevano il formato di gara degli eventi ufficiali, mentre altre ne eliminavano le parti statiche o si concentrano sulla singola prova di autocross.
A partire dalla stagione 2019, complice anche la scissione operata dall'evento tedesco, di fatto non esiste più una netta divisione tra eventi riconosciuti e non.

## Vincitori

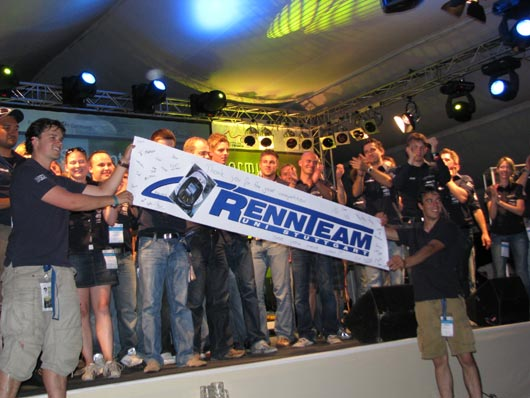
Il Rennteam Stuttgart 2009, numero uno nel ranking mondiale e vincitore di 8 eventi FSAE

Sono circa 700 i team che hanno gareggiato in almeno un evento Formula SAE sin dalla sua fondazione.
Il team statunitense Stevens del Stevens Institute of Technology si è aggiudicato la prima edizione della Formula SAE.
Un altro team degli Stati Uniti, il Cornell Racing di NY, è invece il più titolato con 9 successi, seguito dal team texano UTA Racing e dai tedeschi del Rennteam di Stoccarda entrambi con otto vittorie.
Tra le compagini italiane, una vittoria fuori dal continente europeo può vantarla UniBo Motorsport, dell'Università di Bologna, vincitrice nel 2014 in FSAE Brazil. 
Il team Dynamis PRC risulta, invece, il Team italiano più vincente, con 2 vittorie (Formula ATA 2019 e Formula Student Netherlands 2019) e un 3º posto (Formula Student Germany 2019) tutti ottenuti nella stessa stagione. 
Infine, il Team MMR MoRe Modena Racing vince nel 2019 l'evento sul suolo britannico, Formula Student UK 2019.
Sulla base di una formula matematica che prende in considerazione gli ultimi sei eventi cui un team ha preso parte, viene stilato al termine di ogni evento riconosciuto, un ranking mondiale teso a stabilire il miglior team del momento, sia nella categoria elettrica che termica.
Al termine del 2019 il primo posto nella categoria termica è occupato dal Team australiano Monash Motorsport con 818,55 punti, davanti al giapponese Nagoya Institute of Technology con 733,56 punti e alla spagnola Universitat Politécnica de Valéncia, con 730,49 punti. Il migliore tra i team italiani è il Dynamis PRC del Politecnico di Milano, quarto con 726,70 punti. Nella categoria elettrica il miglior team quello di TU Munchen con 867,68 punti, seguito dalla Nagoya University con 722,21 punti e l'Università di Monash (con 718,54 punti). La migliore italiana nella classe elettrica è il Politecnico di Torino, 32° con 450,11 punti. 

## Squadre
Tra le principali squadre straniere troviamo:
- Università di Stoccarda
- Università tecnica di Delft

Le università italiane che partecipano, o hanno partecipato in passato, alla competizione:
| Team                                   | Università                                 | Anni di attività |
| -------------------------------------- | ------------------------------------------ | ---------------- |
| Firenze Race Team                      | Università degli Studi di Firenze          | 2003             |
| MMR MoRe Modena Racing                 | Università di Modena e Reggio Emilia       | 2003             |
| Race UP Team                           | Università degli Studi di Padova           | 2003             |
| Salento Racing Team                    | Università del Salento                     | 2005             |
| SquadraCorse del Politecnico di Torino | Politecnico di Torino                      | 2005             |
| Dynamis PRC                            | Politecnico di Milano                      | 2005             |
| Unical Reparto Corse                   | Università della Calabria                  | 2005             |
| Poliba Corse                           | Politecnico di Bari                        | 2006             |
| E-Team Squadra Corse                   | Università di Pisa                         | 2007             |
| Unipr Racing Team                      | Università di Parma                        | 2007             |
| Sapienza Corse                         | Sapienza - Università di Roma              | 2008             |
| UniBo Motorsport                       | Alma Mater Studiorum Bologna               | 2009             |
| Sapienza Fast Charge                   | Sapienza - Università di Roma              | 2013             |
| UniPG Racing Team                      | Università degli Studi di Perugia          | 2010             |
| Scuderia Tor Vergata                   | Università degli Studi di Roma Tor Vergata | 2013             |
| UniBS Motorsport                       | Università di Brescia                      | 2013             |
| Polimarche Racing Team                 | Università Politecnica delle Marche        | 2013             |
| Unina Corse Squadra corse Federico II  | Università di Napoli Federico II           | 2015             |
| E-Agle Trento Racing Team              | Università degli Studi di Trento           | 2016             |
| UniTS Racing Team                      | Università degli studi di Trieste          | 2019             |
| E-Racing Bergamo                       | Università degli Studi di Bergamo          | 2023             |